# Письмо пятнадцати (1923)
Письмо пятнадцати (тат. Унбиш җитәкче хаты) — обращение руководителей Татарского областного комитета РКП(б) и Центрального Исполнительного Комитета ТАССР к Иосифу Сталину и Льву Троцкому в мае 1923 года.

## Содержание
В 1923 году 15 членов Татарского обкома РКП(б) и Центрального исполнительного комитета ТАССР написали письмо Иосифу Сталину и Льву Троцкому. Авторы выразили сомнение в правомерности ареста Мирсаида Султан-Галиева и подвергли критике решения ХII съезда Российской коммунистической партии (большевиков) по национальному вопросу. Авторы письма обвиняли большевиков в том, что борьба против великодержавного шовинизма и местного национализма привела к борьбе внутри республиканских партийных организации с так называемым «национал-уклонизмом». Все подписавшие письмо в 1923—1924 годах были сняты с руководящих постов и позже репрессированы по обвинению в «султангалиевщине». Большинство из них были расстреляны, а после разоблачения культа личности Сталина посмертно реабилитированы.

## Подписались
1. Кашаф Мухтаров — советский государственный деятель, председатель Совнаркома Татарской АССР с 1921 по 1924 гг.
2. Рауф Сабиров — государственный деятель, председатель президиума ЦИК Татарстана в 1921—1924 годах.
3. Гасым Мансуров — государственный деятель, редактор, педагог.
4. Микдат Борындыков — государственный деятель.
5. Гаяз Максуди — общественный деятель, журналист.
6. Махмут Будайли — журналист, писатель, общественный деятель.
7. Губайдулла Балтанов — государственный деятель, заместитель народного комиссара просвещения Татарской ССР в 1922—1930 гг.
8. Фатхи Бурнаш — татарский советский драматург, поэт и прозаик, публицист, переводчик, театральный деятель.
9. Исхак Казаков — политический и общественный деятель, педагог, журналист.
10. Шамгун Саттаров — государственный деятель.
11. Шамиль Усманов — татарский советский писатель[4], драматург и политический деятель.
12. Ариф Енбаев — политический деятель, заместитель наркома земледелия Татарской АССР.